# Артем Гайдукевич
Артем Гайдукевич (рум. Artiom Gaiduchevici; нар. 22 квітня 1987, Владикавказ) — молдавський футболіст, воротар. Виступав за чотири клуби в Молдові, а також грав за збірну Молдови. Був названий як найперспективніший молодий воротар Молдови. У грудні 2011 року Гайдукевич був також названий найкращим воротарем Молдови 2011 року.

## Клубна кар'єра

### «Зімбру»
Артем почав свою кар'єру в «Зімбру» у сезоні 2005/06. «Зімбру» фінішував на другому місці в Національному дивізоні у своєму першому сезоні в дорослому футболі, а Артем зіграв у двох матчах., після чого перейшов у клуб  «Іскра-Сталь», який саме зайняв друге місце у Дивізіоні «А» і вийшов в еліту.

### «Іскра-Сталь»
«Іскра-Сталь» фінішувала на дев'ятому місці в молдавському Національному дивізіоні в сезоні 2006/07 сезон, але Гайдукевич не був основним гравцем. Лише з другого сезону, 2007/08, Артем став частіше залучатись до ігор, зігравши дванадцять разів, а клуб фінішував на шостому місці. У сезоні 2008/09 «Іскра-Сталь» виступила ще краще, а Гайдукевич  граючи в двадцяти трьох іграх і став основним воротарем. «Іскра-Сталь» зайняла третє місце і кваліфікувалась до Ліги Європи. Там Гайдукевич дебютував в Європі в матчі проти болгарського «Черно море» (0:3) в Болгарії 23 липня 2009 року. Він також зіграв у матчі-відповіді, яку «Іскра-Сталь» також програла 0:1 і вилетіла з Ліги Європи за сумою двох матчів.
У наступному сезоні «Іскра-Сталь» знову кваліфікувалася в Кубок УЄФА, посівши у чемпіонаті друге місце. Артем грав у всіх, крім одного, тридцяти трьох матчах. Сезон 2010/11 став для Гайдукевича останнім за «Іскру-Сталь». Після двадцяти матчів в першій половині сезону, він приєднався до майбутніх переможців чемпіонату, «Дачії», підписавши дворічний контракт зі своєю новою командою. Загамоз за  «Іскру-Сталь», Артем пропустив 55 м'ячів в 76 матчах.

### «Дачія»
Дебютував за новий клуб Артем в переможному матчі над «Тирасполем» (2:0) 26 лютого 2011 року В загальній складності до кінця сезону він зіграв сім матчів і став чемпіоном Молдови., кваліфікувавшись до Ліги Чемпіонів, де вони мали зустрітись проти «Зестафоні» з Грузії у другому відбірковому раунді. Гайдукевич зіграв у матчі 13 липня 2011 року, де «Дачія» поступилась 0:3 в Зестафоні, і навіть домашньої перемоги  2:0 20 липня не вистачило «Дачії», щоб пройти в наступний раунд.

## Міжнародна кар'єра
Гайдукевич провів шість матчів за Молдову U-17, дебютувавши  17 вересня 2003 року в матчі проти Казахстану (4:3) на відбірковий турнір до чемпіонату Європи до 17 років . Він також двічі грав за Молдову U-19.
Артем дебютував у національній збірній Молдові 3 березня 2010 року проти Казахстану в товариському матчі, вийшовши на 90-й хвилині .  весь 2–0 дружні втрати в Грузії 11 листопада 2011 року.

## Досягнення
- Чемпіон Молдови (1): 2010–2011.
- Володар Суперкубка Молдови (1): 2011.